# 사랑인 거야
〈사랑인 거야〉(愛なんだ 아이난다[*])는 V6의 5번째 싱글이다.

## 해설
- 〈MADE IN JAPAN〉부터 4작 연속 1위를 기록했다.

## 수록곡
1. 愛なんだ / 사랑인 거야
  - 작사: 마츠이 고로 / 작곡: 타마키 코지 / 편곡: CHOKKAKU
2. LOOKIN'FOR MY DREAM - Coming Century
  - 작사: 나가오카 마사노리 / 작곡·편곡: 호시노 야스히코

아사히 TV계 월요드라마 《명탐정 양호실의 아줌마》 삽입곡
3. 愛なんだ (カラオケ)
4. LOKKIN'FOR MY DREAM (カラオケ)